# Загуже (Хшановський повіт)
Загуже (пол. Zagórze) — село в Польщі, у гміні Бабиці Хшановського повіту Малопольського воєводства.
Населення — 2973 особи (2011).
У 1975-1998 роках село належало до Катовицького воєводства.

## Демографія
Демографічна структура станом на 31 березня 2011 року:
|          | Загалом | Допрацездатний вік | Працездатний вік | Постпрацездатний вік |
| -------- | ------- | ------------------ | ---------------- | -------------------- |
| Чоловіки | 1426    | 284                | 975              | 167                  |
| Жінки    | 1547    | 278                | 907              | 362                  |
| Разом    | 2973    | 562                | 1882             | 529                  |